# 930-as busz (Budapest)
A budapesti 930-as jelzésű éjszakai autóbusz Újpest-központ M és Megyer, Szondi utca között közlekedik a 30-as, 30A és a 230-as busz éjszakai, rövidített párjaként. Újpest-központon kívül olyan csomópontokat is érint mint például a Megyeri temető vagy a Megyeri út / Fóti út.
A vonalon minden nap első ajtós felszállási rend van érvényben.
A viszonylatot az ArrivaBus Kft. és a Budapesti Közlekedési Zrt. üzemelteti.

## Története
A 930-as 2006. november 3-ától szolgálati járatokat kiváltva közlekedik Újpest-Központ M és Megyer, Szondi utca között.

## Útvonala
| Megyer, Szondi utca felé |
| Újpest-központ M vá. – István út – Deák Ferenc utca – Nádor utca – Türr István utca – Mildenberger utca – Baross utca – Fóti út – Megyeri út – Megyer, Szondi utca vá.                                        |
| Újpest-központ felé |
| Megyer, Szondi utca vá. – Megyeri út – Fóti út – Baross utca – Mildenberger utca – Türr István utca – Nádor utca – Deák Ferenc utca – István út – Petőfi utca – Kassai utca – Árpád út – Újpest-központ M vá. |

## Megállóhelyei
| 0 | Újpest-központ M végállomás      | 9 | 914, 914A, 950, 950A, 996, 996A |
| 1 | Csokonai utca                    | 8 |                                 |
| 2 | Illek Vince utca                 | 7 |                                 |
| 3 | Türr István utca / Nádor utca    | 6 |                                 |
| 4 | Mildenberger utca                | 5 |                                 |
| 5 | Irányi Dániel utca / Baross utca | 4 |                                 |
| 6 | Baross utca / Fóti út            | 3 |                                 |
| 7 | Megyeri út / Fóti út             | 2 |                                 |
| 8 | Megyeri temető                   | 1 |                                 |
| 9 | Megyer, Szondi utca végállomás   | 0 |                                 |